# Sperry Marshall
Sperry Edward Marshall (ur. 19 grudnia 1930, zm. 1 lutego 2002) – australijski strzelec, olimpijczyk.
Reprezentował Australię na Letnich Igrzyskach Olimpijskich 1972, które odbyły się w Monachium, zajmując 22. miejsce.